# Micrelaps muelleri
Espèce
Statut de conservation UICN

 LC  : Préoccupation mineure
Micrelaps muelleri est une espèce de serpents de la famille des Lamprophiidae. 

## Répartition
Cette espèce se rencontre en Israël, en Syrie, en Jordanie et au Liban.

## Description
C'est un serpent venimeux.

## Étymologie
Cette espèce est nommée en l'honneur de Fritz Müller.

## Publication originale
- Boettger, 1880 : Die Reptilien und Amphibien von Syrien, Palaestina und Cypern. Bericht über Senckenbergische Naturforschende Gesellschaft, vol. 1880, p. 132-219 (texte intégral).